# Bolothrips bicolor
Bolothrips bicolor är en insektsart som först beskrevs av Ernst Wilhelm Heeger 1852.  Bolothrips bicolor ingår i släktet Bolothrips och familjen rörtripsar. Inga underarter finns listade i Catalogue of Life.